# Jan Štrobl
Jan Štrobl (21. dubna 1849, Praha – 21. července 1906, Martin), známý pod pseudonymem Janko Klen, byl český typograf, překladatel ze slovanských literatur, přívrženec slovenského národního hnutí, pronásledován uherskými úřady, 1879-82 herec Slovenského spevokolu v Martině. Byl sazečem Slovenských národných novín v Martině, pro které také překládal. Spolupracoval se Svetozárem Hurbanem Vajanským po kterém pojmenoval jednoho ze svých synů (Svetozár Štrobl). Zemřel v Martině 21. července 1906. Byl pochován na Slovenském národním hřbitově v Martině.

Vnuk Jana Štrobla: (syn Svetozára Štrobla) Vladimír Štróbl (Ing.), nar. 30. 11. 1920 v Tepličce nad Váhom, autor, byl hercem a režisérem Československého rozhlasu v Bratislavě, autor dramatizací pro Slovenskou televizi. Zemřel 23. června 1977 v Bratislavě.